# 普勒尔蒂
普勒尔蒂（法語：Pleurtuit，法語發音：[plœʁtɥi]）是法国伊勒-维莱讷省的一个市镇，位于该省西北部，属于圣马洛区。

## 地理
普勒尔蒂（48°34'47"N, 2°3'30"W）面积29.67 平方千米，位于法国布列塔尼大區伊勒-维莱讷省，该省份为法国西北部沿海省份，位于布列塔尼半岛东部，北濒大西洋，西接阿摩尔滨海省和莫尔比昂省，南至大西洋卢瓦尔省，西南端接曼恩-卢瓦尔省，东临马耶讷省，东北与芒什省接壤。
与普勒尔蒂接壤的市镇（或旧市镇、城区）包括：圣吕奈尔、迪纳尔、朗斯河畔勒米尼伊克、拉里沙尔代、滨海圣布里亚克、朗斯河畔朗格罗莱、普莱兰-特里加武、朗斯河畔普卢埃尔、特雷梅勒克、滨海博赛。

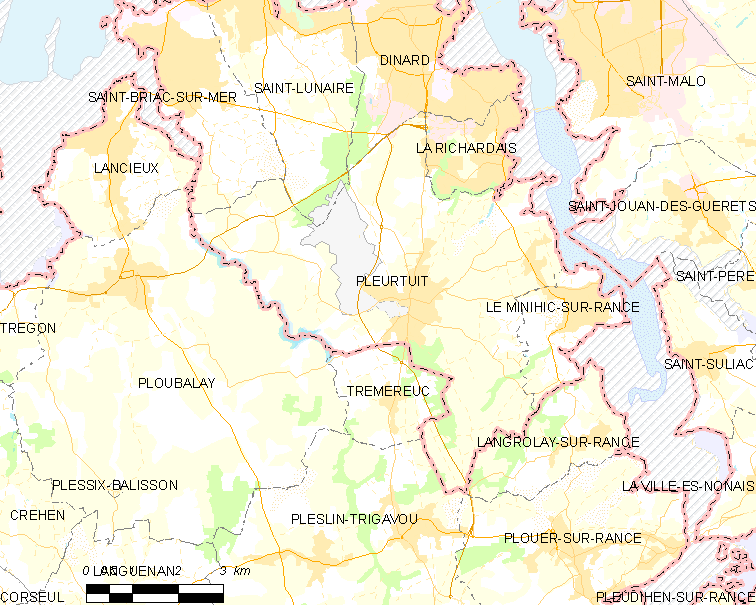
普勒尔蒂的OSM定位图

普勒尔蒂的时区为UTC+01:00、UTC+02:00（夏令时）。

## 行政
普勒尔蒂的邮政编码为35730，INSEE市镇编码为35228。

## 政治
普勒尔蒂所属的省级选区为圣马洛第二县。

## 人口

1962-2008年间普勒尔蒂人口变化图示

普勒尔蒂于2022年1月1日时的人口数量为7064人。